# Liste der Hersteller von Flash-Speicher-Controllern
Dies ist eine Liste von Herstellern von Flash-Speicher-Controllern für verschiedene Flash-Speichergeräte wie SSDs, USB-Flash-Laufwerke, SD-Karten und CompactFlash-Karten.

## Liste
| Name                                                   | Mit Sitz in        | Status       | Stellt NVMe-Controller her | Stellt SATA-Controller her | Stellt CF- & SD-Controller her |
| ------------------------------------------------------ | ------------------ | ------------ | -------------------------- | -------------------------- | ------------------------------ |
| Fusion-io Aufgekauft von SanDisk, dann Western Digital | Vereinigte Staaten | Eigenständig | Ja                         | Ja                         | Nein                           |
| Greenliant Systems                                     | Vereinigte Staaten | Unabhängig   | Nein                       | Ja                         | Ja                             |
| Hyperstone                                             | Deutschland        | Unabhängig   | Nein                       | Ja                         | Ja                             |
| Indilinx Aufgekauft von Toshiba, dann Kioxia           | Südkorea           | Eigenständig | Ja                         | Ja                         | Nein                           |
| Intel                                                  | Vereinigte Staaten | Eigenständig | Ja                         | Ja                         | Nein                           |
| IntelliProp                                            | Vereinigte Staaten | Unabhängig   | Ja                         | Ja                         | Nein                           |
| InnoGrit                                               | China              | Unabhängig   | Ja                         | Ja                         | Ja                             |
| JMicron, ausgegliedert in Maxiotek                     | Taiwan             | Unabhängig   | Ja                         | Ja                         | Ja                             |
| Marvell                                                | Vereinigte Staaten | Unabhängig   | Ja                         | Ja                         | Nein                           |
| Maxio                                                  | China              | Unabhängig   | Ja                         | Ja                         | Nein                           |
| Novachips                                              | Südkorea           | Unabhängig   | Ja                         | Ja                         | Nein                           |
| Phison                                                 | Taiwan             | Unabhängig   | Ja                         | Ja                         | Ja                             |
| Realtek                                                | Taiwan             | Unabhängig   | Ja                         | Ja                         | Keine Angabe                   |
| Samsung                                                | Südkorea           | Eigenständig | Ja                         | Ja                         | Nein                           |
| SandForce Aufgekauft von Seagate Technology            | Vereinigte Staaten | Eigenständig | Ja                         | Ja                         | Nein                           |
| Silicon Motion                                         | Taiwan             | Unabhängig   | Ja                         | Ja                         | Ja                             |
| Starblaze                                              | China              | Unabhängig   | Ja                         | Nein                       | Nein                           |
| sTec Aufgekauft von HGST, dann Western Digital         | Vereinigte Staaten | Eigenständig | Ja                         | Ja                         | Nein                           |
| Kioxia Abgespalten von Toshiba                         | Japan              | Eigenständig | Ja                         | Ja                         | Ja                             |
| VIA Technologies                                       | Taiwan             | Eigenständig | Ja                         | Ja                         | Nein                           |
| FADU                                                   | Südkorea           | Eigenständig | Ja                         | Nein                       | Nein                           |
| Kraftway                                               | Russland           | Unabhängig   | Ja                         | Nein                       | Nein                           |

Notiz: Unabhängig=verkauft an Dritte; Eigenständig=wird nur für eigene Produkte verwendet

## Größte NAND-Flash-Speicherhersteller
Im Folgenden sind die größten NAND-Flash-Speicherhersteller aufgeführt, Stand: zweites Quartal 2024.
1. Samsung 36,9 %
2. SK Group (Hynix) 22,1 %
3. Kioxia (bis Okt 2019 Toshiba) 13,8 %
4. Micron Technology (Crucial) 11,8 %
5. Western Digital (SanDisk) 10,5 %
6. andere 4,8 %